# Polyandrie

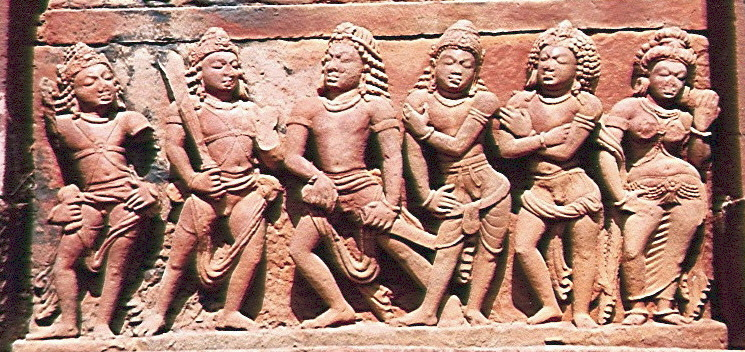
Sculpture ancienne à Deogarh représentant les cinq Pandava avec leur épouse commune Draupadi.

La polyandrie (polygamie féminine) désigne, chez l'humain, le système dans lequel une femme est mariée simultanément à plusieurs époux.
Par opposition au mot polyamour, le terme polyandrie désigne spécifiquement le mariage (ou l'union légitime) d'une femme avec plusieurs hommes.
Par extension, ce terme a aussi été employé en botanique et en biologie. Il désigne alors le système d'accouplement par lequel la femelle d'une espèce s'accouple successivement avec différents mâles au cours d'une saison de reproduction.

## Étymologie
Attesté depuis 1765 dans l’Encyclopédie ou Dictionnaire raisonné des sciences, des arts et des métiers, avec l'acception d'« état d'une femme mariée à plusieurs hommes en même temps », le mot polyandrie est formé à partir de deux mots grecs, πολύς, polús, « plusieurs » et ἀνδρός, andrós, génitif singulier de ἀνήρ, anếr, « homme mâle » sous l'influence du grec πολύανδρος, poluandros (« abondant en hommes, populeux » et « qui a plusieurs maris »). Il est donc l'antonyme de « polygynie » qui signifie plusieurs femmes et un hyponyme de polygamie.

## Polyandrie dans les sociétés humaines
La polygamie féminine (ou polyandrie) a pu être observée, comme forme légitime d'union, dans différentes sociétés humaines.

### Dans l'Antiquité ou au Moyen Âge
- Elle est mentionnée dans le Rig Veda Samhitaa[6], ouvrage daté entre 1450 et 4008 av. J.-C. selon les sources[7].
- Elle était courante autrefois chez les Guanches aux îles Canaries[8],[9].
- Elle est également attestée à Sparte[10] (placée sous l'autorité de son législateur légendaire Lycurgue) dans l'Antiquité, au témoignage de Xénophon, de Nicolas de Damas et de Plutarque, alors que Polybe la décrit en sa forme adelphique ou fraternelle.
- On la retrouve à la même époque chez les Scythes[9], peuple nomade originaire des steppes de l'Asie centrale[11].
- César attribue aussi cette pratique aux Bretons[12]. Selon le celtologue Claude Sterckx, il s'agit là cependant d'une confusion avec la mythologie celtique, où cette pratique concerne des dieux et déesses, aucun élément ne permettant d'attester de cette pratique en réalité[13].

### AuXIXesiècleet auXXesiècle
Elle était pratiquée par de nombreux peuples, entre autres :
- chez les Maasaï (Kenya)[9] ;
- chez les Bororos (Brésil)[9] ;
- à Madagascar[14] ;
- chez les Lélé du Kasaï[15] ;
- chez les Abisis et d’autres tribus du centre du Nigeria[16] ;
- chez les Zo'és de la forêt amazonienne ;
- chez les Guayaki du Paraguay (étudiés par Pierre Clastres) ;
- elle était dominante dans les Îles Marquises jusqu'à l'achèvement de la colonisation[17],[9].

### Aujourd'hui
En 2022, la polyandrie est légale[pas clair] dans au moins 8 pays
En Afrique du Sud, un projet de loi autorisant la polyandrie a été initié en 2023. Il était débattu depuis 2021,.

### Citations
(février 2025).

« Les sociétés commencent par la polygamie et finissent par la polyandrie… L'homme baisse et la femme monte ; c'est fatal ! »

— Frères Goncourt, Charles Demailly, 1860.

« Dans le Koulou et dans le Ladak j'ai pu faire des études sur l'existence de cette coutume [la polyandrie]. (...) La femme est le chef de la communauté; elle seule hérite, et elle seule transmet son patrimoine. »

— Charles-Eugène de Ujfalvy, Polyandrie dans l'Himalaya occidental.

« Par la seule polyandrie, la femme n'est déjà plus l'esclave à tout faire. (...) La polyandrie, si apparente chez les Egyptiens, [est la] cause prépondérante de la suprématie de leur femme. »

— Marguerite Souley-Darqué, L'évolution de la femme. 1908.

« L'homme, abusant de sa force, a bien voulu supprimer la polyandrie qui le blessait dans son amour propre, et laisser subsister la polygamie où il se flattait de trouver quelques plaisirs ; il n'a vu que lui et la satisfaction de ses désirs. »

— Mob, Quelques idées. 1893.

## Polyandrie en botanique et en zoobiologie
Les chercheurs en écologie comportementale distinguent : la polyandrie séquentielle (la plus commune) dans laquelle la femelle se reproduit successivement avec plusieurs mâles (ayant un unique partenaire sexuel à chaque fois, elle pond des œufs puis interrompt la relation et passe à un autre partenaire) ; la polyandrie simultanée dans laquelle la femelle possède un grand territoire incluant de petits territoires de reproduction de deux mâles ou plus (ayant simultanément plusieurs mâles qui s'occupent des œufs et élèvent leur progéniture respective). Une variante de cette dernière est la polyandrie coopérative simultanée dans laquelle une couvée mixte est élevée par une femelle et par plusieurs mâles.

### Polyandrie dans les espèces animales
À l'échelle du règne animal, la polyandrie n'est pas un phénomène exceptionnel avec de nombreux exemples documentés (insectes sociaux, crapauds, chimpanzé, mammifères tels que le lynx roux, l'ours polaire, le lièvre, le phoque gris…). Elle est plus rare chez les poissons (épinoche) et les oiseaux (0,4 %, notamment chez le jacana et le bécasseau). De nombreuses femelles de mammifères solitaires, comme le putois d'Europe, peuvent consentir à des accouplements avec plusieurs mâles de suite. Plus souvent, on observe une forme de polyandrie sexuelle dans une monogamie sociale. Ainsi chez certains oiseaux vivant de façon monogame (vie sociale entre un mâle et une femelle partageant un territoire et élevant leurs petits), les chercheurs ont observé un grand nombre de femelles se reproduisant avec un mâle qui n'était pas celui avec lequel elles partageaient le nid (de 3 à 10 % chez la mésange bleue et jusqu'à 76 % chez le mérion superbe). Dans les espèces plus strictement polyandres, les rôles sociaux sont souvent inversés : les mâles assurent souvent la majeure partie de l'investissement parental et les femelles présentent des caractères sexuels secondaires plus exubérants que les mâles (comme chez le phalarope).
Les principales explications pour expliquer la polyandrie dans le règne animal repose sur l'avantage évolutif pour la femelle de se reproduire avec différents mâles. D'une part, cela peut être un moyen d'obtenir des avantages de la part du mâle courtisan qui peut offrir de la nourriture, de l'aide ou sa protection, lors de la parade nuptiale ; ou alors ce peut être une façon pour la femelle d'économiser des ressources énergétiques sinon consacrées à repousser les avances des mâles. D'autre part, il peut s'agir d'une stratégie pour la femelle d'améliorer le sort de sa descendance quand, par exemple, le mâle courtisan subvient à la protection ou à l'alimentation des petits nés de l'accouplement de la femelle avec un précédent mâle.
La polyandrie animale trouve directement son origine dans le conflit sexuel (Voir aussi la guerre des sexes chez les animaux) et pose des problèmes à la théorie néodarwinienne de l'évolution. On considère toutefois que la principale force évolutionnaire expliquant la polyandrie résiderait dans l'intérêt pour la femelle qu'il y a à augmenter la qualité génétique de sa descendance :
1. Amélioration : Il peut s'agir d'une stratégie de coping (ou de remédiation) par laquelle la femelle se reproduit avec un mâle de meilleure qualité que le mâle avec lequel elle s'était accouplée au préalable
2. Diversification : Le fait de se reproduire avec plusieurs mâles augmente la diversité génétique dans la descendance de la femelle
3. Compatibilité génétique : la femelle cherche par ce biais le mâle dont les caractéristiques génétiques sont les plus compatibles avec son propre génome
4. Sélection postcopulatoire : En mettant ainsi le sperme de plusieurs mâles en compétition, elle s'assure que celui qui fécondera ses gamètes sera celui disposant du meilleur capital de fertilisation.